# Руан
 Тази статия е за града във Франция.  За окръга вижте Руан (окръг).  
Руа̀н (на френски: Rouen, IPA: [ʁwɑ̃]) е град в Северна Франция, център на регион Нормандия. Разположен е на река Сена и през Средновековието е един от най-големите градове в Западна Европа.

## История

### Антична епоха
Древното поселение Ротомагус (Rotomagus) на мястото на съвременния Руан се появява в края на ерата на независимостта на келтите или вече в гало-римската епоха.

### Средновекове
По време на норманските династии той служи за фактическа втора столица на Англия, наред с Лондон. Населението на градската агломерация е около 518 000 души (1999). В римско време Руан е бил главен град на Галия. През 841 г. е бил завоюван от норманите, а от 896 г. става столица на Нормандия. В началото на 10 век в него приема светото кръщение викингът Ролон, станал първият херцог на Нормандия. През 1204 г. градът е присъединен към Франция от Филип ІІ Август. от 1419 до 1449 г. е бил в ръцете на англичаните.

### Ренесанс
Руан е един от нормандските центрове на изкуството на Ренесанса, в частност благодарение на поддръжката на архиепископите (Жорж Амбуаз и неговия племенник Жорж II Амбуаз), а така и на финансистите. Архитекти и художници, напр. Ролан Лероа, украсяват дворците и стаите с декор от италиански мотиви; ярък пример за такъв декор е Финансовото бюро (фр. Bureau des Finances), разположено срещу вратите на катедралния храм. Работа над вратите на църква Сен-Маклу е на известния скулптор Жан Гужон.
През ноември 1468 година Луи XI с цел разширение на града, със своя кралска грамота продължил срокът на руанските изложения-пазари (фр. le Pardon Saint-Romain) до шест дни.

### Епоха на религиозни войни
През 1530-те години част от населението на Руан се присъединява към движението на Реформацията и стават протестанти по доктрината на проповедника Жан Калвин. 

### Съвременна история
По време на войната 1870 година Руан е окупиран от пруските войски, които се разквартирували в града на 9 януари 1871 година.
През годините на Първата световна война в Руан се разполага британска военна база.
В период на Втората световна война, въпреки героичната отбрана, Руан е окупиран от немските войски на 9 юни 1940 година до 30 август 1944 година. По време на отбраната през юни 1940 година в Руан става голям пожар, унищожил целия исторически квартал между катедралния събор и Сена.

## Забележителности. писатели и художници
Руан е вдъхновявал много велики писатели и артисти. Основна причина за това е, че е съхранил в неизменен вид историческите си квартали със средновековни улички със старинни живописни къщи. Целият център се състои от средновековни улици и къщи. В близост няма нито една съвременна сграда и заради това Руан е любимо място на много ценители на автентичната архитектура. Съдебната палата е най-красивият готически дворец на Франция. Преди повече от 500 години там е било седалището на управленските индустрии на Нормандия. Близо до Съдебната палата се намира катедралата „Света Богородица“, където се намира гроба на предводителя на викингите Ролон. Стреловидната ѝ кула е висока 152 метра. Лявата кула е построена в епохата на ранната готика, а дясната е завършена едва през 16 век.
Виктор Юго нарича Руан града на стоте кули, а импресионистът Клод Моне е пресъздал Руанската катедрала в 36 картини. „Улица на часовниковата кула“ е първата появила се във Франция пешеходна зона. Часовникът на кулата е от 15 век и до днес точно отчита времето. Освен катедралата, богатото архитектурно наследство на Руан включва църквата „Сент Уан“ с нейните красиви витражи от 14 век, и църквата „Сен Маклу“ – един от най-добрите примери за късна готика и изящна дърворезба от 15 и 16 век.

## Жана д'Арк
Градът придобива печална известност от процеса срещу Жана д'Арк, която по време на Стогодишната война англичаните изгарят на кладата на 30 май 1431 г. Днес на площада „Вийо Марше“, мястото, където някога се издигали пламъците на огъня, е издигната църква, посветена на Жана д'Арк.

## Изкуство
Градът се слави с музеите си на изобразителното изкуство, на керамиката, на кованото желязо.

## Известни личности
Родени в Руан
- Едуард IV (1442 – 1483), крал на Англия
- Пиер Корней (1606 – 1684), драматург
- Пиер Луи Дюлон (1785 – 1838), физик и химик
- Гюстав Флобер (1821 – 1880), писател
- Шарл Никол (1866 – 1936), бактериолог
- Франсоа Оланд (р. 1954), политик
- Жак Ривет (1928 – 2016), режисьор
- Давид Трезеге (р. 1977), футболист

Починали в Руан
- Ожие Гислен дьо Бюсбек (1522 – 1592), фламандски писател
- Емил Верхарен (1855 – 1916), белгийски поет
- Вилхелм Завоевателя (1027 – 1087), крал на Англия
- Жана д'Арк (1412 – 1431), национална героиня
- Робърт Креймър (1939 – 1999), режисьор
- Жо Шлесер (1928 – 1968), автомобилен състезател

## Побратимени градове
- Норич, Англия
- Салерно, Италия
- Хановер, Германия
- Нинбо, Китай
- Вейхерово, Полша